# آکامای
آکامای (انگلیسی: Akamai Technologies) شرکت اینترنتی آمریکایی است که در زمینه شبکه تحویل محتوا فعالیت می‌کند. این شرکت در سال ۱۹۹۸ میلادی تأسیس گردید و دفتر مرکزی آن همکنون در ماساچوست آمریکا واقع است.